# 布里安娜·斯柯里
布里安娜·斯柯里（英語：Briana Scurry，1971年9月7日—），美国女子足球运动员，司职守门员。她曾代表美国国家队参加1996年和2004年夏季奥林匹克运动会足球比赛，获得二枚金牌。她也曾入选2000年夏季奥运会美国女子足球队名单，但并未上场参赛。